# 2019-20シーズンのTリーグ
この項目では、2019年シーズンのTリーグについて述べる。

## 概要
男子開幕戦（会場は全試合、アリーナ立川立飛）
- 8月29日：木下マイスター東京vs岡山リベッツ
- 8月30日：T.T彩たまvs琉球アスティーダ

女子開幕戦（会場は全試合、大阪府立体育会館（エディオンアリーナ大阪））
- 8月30日：日本生命レッドエルフvs木下アビエル神奈川
- 8月31日：木下アビエル神奈川vsトップおとめピンポンズ名古屋・日本生命レッドエルフvs日本ペイントマレッツ

前年に引き続き優勝戦は2020年3月14日に国技館で開催予定が、新型肺炎の世界的流行で国内でも感染拡大が懸念されるため延期されたが、その後中止が決定し、レギュラーシーズン1位が年間王者となった。

## 参加チーム

### 男子
- T.T彩たま（埼玉県）
- 木下マイスター東京（東京都）
- 岡山リベッツ（岡山県）
- 琉球アスティーダ（沖縄県）

### 女子
- 木下アビエル神奈川（神奈川県）
- トップおとめピンポンズ名古屋（愛知県）
- 日本生命レッドエルフ（大阪府）
- 日本ペイントマレッツ（大阪府）

## 試合結果

### 男子
| # | チーム             | 試 | 点 | 勝 | 敗 | 得 | 失 | 差  | 備考 |
| - | ------------------ | -- | -- | -- | -- | -- | -- | --- | ---- |
| 1 | 木下マイスター東京 | 21 | 47 | 15 | 6  | 52 | 37 | 15  |      |
| 2 | 琉球アスティーダ   | 21 | 39 | 11 | 10 | 47 | 45 | 2   |      |
| 3 | T.T彩たま          | 21 | 38 | 10 | 11 | 49 | 43 | 6   |      |
| 4 | 岡山リベッツ       | 21 | 23 | 6  | 15 | 35 | 58 | -23 |      |

### 女子
| # | チーム               | 試 | 点 | 勝 | 敗 | 得 | 失 | 差  | 備考 |
| - | -------------------- | -- | -- | -- | -- | -- | -- | --- | ---- |
| 1 | 日本生命レッドエルフ | 21 | 51 | 14 | 7  | 58 | 34 | 24  |      |
| 2 | 木下アビエル神奈川   | 21 | 43 | 13 | 8  | 49 | 48 | 1   |      |
| 3 | トップおとめ名古屋   | 21 | 27 | 8  | 13 | 39 | 52 | -13 |      |
| 4 | 日本ペイントマレッツ | 21 | 19 | 7  | 14 | 41 | 53 | -12 |      |

## 受賞
| タイトル | 受賞者   | 所属チーム           |
| -------- | -------- | -------------------- |
| 男子MVP  | 神巧也   | 木下マイスター東京   |
| 女子MVP  | 森さくら | 日本生命レッドエルフ |